# Рейхспрезидент
Райхспрезидент (нім. Reichspräsident) — голова Веймарської республіки і Третього райху з 1919 по 1945 рік.

## Список
| № | Президент | Президент                                         | Термін          | Термін                       | Партія                  |
| № | Президент | Президент                                         | Початок         | Кінець                       | Партія                  |
| - | --------- | ------------------------------------------------- | --------------- | ---------------------------- | ----------------------- |
| 1 |           | Фрідріх Еберт (1871–1925)                         | 11 лютого 1919  | 28 лютого 1925 (помер)       | СДПН                    |
| — |           | Ганс Лютер (1879–1962)                            | 28 лютого 1925  | 12 березня 1925              | Німецька народна партія |
| — |           | Вальтер Сімонс (1861–1937)                        | 12 березня 1925 | 12 травня 1925               | безпартійний            |
| 2 |           | Пауль фон Гінденбург (1847–1934)                  | 12 травня 1925  | 2 серпня 1934 (помер)        | безпартійний            |
| 3 |           | Адольф Гітлер (1889–1945) (Фюрер та Райхсканцлер) | 2 серпня 1934   | 30 квітня 1945 (загинув)     | НСДАП                   |
| 4 |           | Карл Деніц (1891–1980)                            | 30 квітня 1945  | 23 травня 1945 (арештований) | НСДАП                   |

## Штандарти

1919–1921
1921–1926
1926–1933
1933–1934
Штандарт фюрера і рейхсканцлера (2 серпня 1934–30 квітня 1945)
Штандарт грос-адмірала, що використовувався Карлом Деніцем (30 квітня 1945–23 травня 1945)